# Erik Andrén (kulturhistoriker)
Erik Andrén, född 15 mars 1904 i Stockholm, död 4 april 1984 i Råsunda församling, var en svensk kulturhistoriker och museiman.
Andrén blev filosofie licentiat vid Stockholms högskola 1934 och filosofie doktor 1948. Han tjänstgjorde vid Nordiska museet och Skansen 1929–1936 och 1937–1970, blev intendent 1947 (e.o. 1944), var förste intendent och föreståndare för Skansens kulturhistoriska avdelning 1949–1957, Nordiska museets högreståndsavdelning 1958–1965 och avdelningen för bostadsskick 1965–1970. Han var sekreterare i Föreningen för svensk kulturhistoria 1938–1941, ordförande för Sveriges yngre museimän 1943–1944 och Svenska museimannaföreningen 1959–1961. 
Andrén skrev främst om byggnadshistoria, äldre möbler och silver. Bland hans verk märks Skokloster (1948) och Möbelstilarna (1948, reviderad utgåva 1981). Erik Andrén är gravsatt på Sandsborgskyrkogården i Stockholm.